# Eutanyacra perannulata
Eutanyacra perannulata là một loài tò vò trong họ Ichneumonidae.